# Ramë Sadri Metalia
Rame Sadri Metalia eller Ram Sadria, född 29 juli 1920, död 1953, var en albansk kommunist från Tropoja, Albanien
Han är känd för att ha stridit mot jugoslaviska diversionister (politiska extremister) 1953 vid den albansk-jugoslaviska gränsen.

## Biografi
Ramë Sadria var son till den albanske patrioten Rame Metalia. 1953 planerade serbiska spioner och agenter ett sabotage vid den albanska gränsen; denna typ av uppdrag hade utförts sedan 1948. Sadria (som då arbetade som gränsvakt) upptäckte agenterna och öppnade eld. Han stred sedan hela natten men skottskadades och avled senare. Rame Sadria räknas som en hjälte i Albanien och dekorerades med titeln "Folkets hjälte".